# هجوم ياش-كيشيناو
كانت عملية ياش-كيشيناو والتي سميت على اسم المدينتين الرئيسيتين، ياش وكيشيناو، هجومًا سوفيتيًا ضد قوات دول المحور، والتي وقعت في شرق رومانيا من 20 إلى 29 أغسطس 1944 خلال الحرب العالمية الثانية. اشتبكت الجبهتان الأوكرانية الثانية والثالثة في الجيش الأحمر مع مجموعة الجيش في جنوب أوكرانيا، والتي تتكون من تشكيلات ألمانية ورومانية مجتمعة، في عملية لاستعادة جمهورية مولدوفا الاشتراكية السوفيتية وتدمير قوات دول المحور في المنطقة، وفتح الطريق إلى رومانيا والبلقان.
أسفر الهجوم عن تطويق وتدمير القوات الألمانية، مما سمح للجيش السوفياتي باستئناف تقدمه الاستراتيجي إلى أوروبا الشرقية. كما أجبرت رومانيا على تحويل الولاء من دول المحور إلى الحلفاء. بالنسبة للألمان، كانت هذه هزيمة هائلة، والتي يمكن مقارنتها بالهزيمة في ستالينجراد.

## الخلفية
قام الجيش الأحمر بهجوم فاشل في نفس القطاع ، يشار إليه أحيانًا باسم First Jassy–Kishinev Offensive [الإنجليزية] ، من 8 أبريل إلى 6 يونيو 1944. في عام 1944 ، تم الضغط على الفيرماخت مرة أخرى على طول خط الجبهة بأكمله في الشرق. بحلول مايو 1944 ، تم دفع مجموعة جيش أوكرانيا الجنوبية ( Heeresgruppe Südukraine ) إلى الخلف نحو الحدود الرومانية قبل الحرب ، وتمكنت من إنشاء خط على نهر دنيستر السفلي ، والذي تم اختراقه في مكانين ، حيث كان الجيش الأحمر يحمل الجسور . بعد شهر يونيو ، عاد الهدوء إلى القطاع ، مما سمح بإعادة بناء التشكيلات الألمانية.
كان مجموعة الجيوش جنوب أوكرانيا، حتى يونيو 1944 ، أحد أقوى التشكيلات الألمانية من حيث الدروع. ومع ذلك، خلال فصل الصيف تم نقل معظم وحداتها المدرعة الشمالية والوسطى الجبهات لوقف تقدم الجيش الأحمر في دول البلطيق ، روسيا البيضاء ، شمال أوكرانيا ، و بولندا . عشية الهجوم ، كانت التشكيلات المدرعة الوحيدة المتبقية هي الفرقة المدرعة الرومانية الأولى  والألمانية 13 بانزر و 10 بانزرجرينادير.

### فشل المخابرات الألمانية النازية
نجحت عمليات الخداع السوفياتية قبل الهجوم بشكل جيد. يعتقد ضباط القيادة الألمانية أن حركة القوات السوفيتية على طول الخط الأمامي كانت نتيجة لنقل القوات إلى الشمال. لم تكن المواقف الدقيقة للتشكيلات السوفيتية معروفة حتى الساعات الأخيرة قبل العملية.  على النقيض من ذلك، كان الرومانيون على بينة من هجوم وشيك السوفيتي والمتوقعة ل إعادة من ستالينغراد ، مع هجمات كبيرة ضد 3 والجيوش 4TH وتطويق 6 الألماني الجيش. وقد رفضت القيادة الألمانية هذه المخاوف باعتبارها «مقلقة».  اقترح أنتونيسكو انسحاب قوات المحور إلى الكاربات - FNB المحصنة ( Focşani - Nămoloasa -برايلا ) - خط الدانوب ، لكن فريسنر ، قائد مجموعة الجيش في جنوب أوكرانيا ، لم يكن راغبًا في التفكير في مثل هذه الخطوة ، بعد أن تم طرده بالفعل من قبل هتلر من مجموعة الجيش الشمالية لطلب الإذن بالتراجع.